# Udon Thani FC
Udon Thani FC (en tailandés: สโมสรฟุตบอลจังหวัดอุดรธานี) es un equipo de fútbol de Tailandia que juega en la Liga 2 de Tailandia, la segunda categoría nacional.

## Historia
Fue fundado en el año 1999 en la provincia de Udon Thani por Sathaporn Kotabut, quien sería el primer presidente en la historia del club. Inició en la liga provincial y jugó en ella hasta 2004, ya que entre 2005 y 2008 permaneció inactivo.
En 2009 vuelve a la actividad con nuevo presidente en la segunda división norte, siendo registrado como una corporación para ser considerado como profesional. En 2017 logra el ascenso a la Liga 2 de Tailandia, con lo que juega por primera vez en una liga profesional al quedar en tercer lugar en la tercera división.

## Palmarés
- Regional League North-East Division (1): 2016

## Jugadores

### Jugadores con al menos 100 partidos con el club
- Satja Saengsuwan
- Thanathip Paengwong
- Ratchanon Phangkaew
- Amnach Worawiboon
- Tredsak Samart
- Chaimongkol Botnok

- Fuente:

## Entrenadores
| - Phithaya Santawong (2009) - Wittaya Kantanapakdee (2010) - Phithaya Santawong (2010-11) - Voottivat Daengsamerkiat (2011) - Supon Yapapha (2012) - Park No Bong (2012) - Phithaya Santawong (2012-14) - Voottivat Daengsamerkiat (2014) - Somkait Fongpach (2014) - Worradet Phuprapri (2014-15) - Hannarong Chunhakunakorn (2015) - Somkiat Fongpach (2015) - Choketawee Promrut (2016) - Paniphon Kerdyam (2017) - Chalermwoot Sa-ngapol (2017) - Uthai Boonmoh (2018) - Darren Read (2018) - Watcharapong Klahan (2018) | - Paniphon Kerdyam (2018-19) - Jakarat Tonhongsa (2020) - Jetsada Jitsawad (2020) - Paniphon Kerdyam (2020) - Jorg Steinebrunner (2020-21) - Sirisak Yodyardthai (2021) - Fernando Sales (2021) - Daniel Blanco (2021) - Hagen Hübner (2021) - Wuttiya Yongant (2021) - Jorg Steinebrunner (2021) - Reuther Moreira (2022) - Chalermwoot Sa-ngapol (2022) - Paniphon Kerdyam (2022) - Akbar Nawas (2022) - Mavi Lopes (2022-23) - Akbar Nawas (2023-) |